# Рассалов, Карл Андреевич
Карл Андреевич Рассалов (1901—1976) — советский военный инженер, участник гражданской и Великой Отечественной войн, генерал-майор технической службы (17.11.1943).

## Биография
В 1919 году К. А. Рассалов добровольно вступил в ряды РККА. Участвовал в Гражданской войне на Польском фронте, после чего принимал участие в ликвидации белогвардейских банд на территории Украины.
После Гражданской войны продолжил военную службу. Как участник Гражданской войны был награжден медалью в честь 20-й годовщины создания Рабоче-Крестьянской Красной Армии.
В начале войны подполковник Рассалов служил на Западном фронте, занимаясь обеспечением военных перевозок. В дальнейшем обеспечивал военные перевозки ряда фронтов; войну окончил в звании «генерал-майор технических войск», в должности начальника военных сообщений 3-го Украинского фронта. После войны был на той же должности в Южной группе войск. Окончил Академию Генерального штаба.
В 1946—1947 годах проходил службу служил в составе контингента советских войск в Румынии, в 1948—1962 годах в Генеральном штабе министерства обороны СССР, в том числе на должности заместителя начальника Центрального управления военных сообщений.
В 1963 года генерал-майор К.А. Рассалов ушел в отставку. Умер в 1976 году и был похоронен в колумбарии Новодевичьего кладбища Москвы.

## Семья
- Жена Рассалова Мария Юрьевна (1905 – 1992).
- Сын Леонард Карлович (род. 1926) – полковник артиллерии, участник Великой Отечественной войны.

## Воинские звания
- Подполковник (на 22 июня 1941 года)
- Полковник (на 20 августа 1943 года)
- Генерал-майор (17.11.1943).

## Награды
- орден Ленина: 22.02.1945
- три ордена Красного Знамени: 16.05.1944, 03.11.1944, 15.11.1950
- орден Богдана Хмельницкого 2-й степени: 28.04.1945
- орден Отечественной войны 1-й степени: 26.10.1943
- два ордена Красной Звезды: 14.06.1940, 03.05.1942
  - ряд медалей